# بارنولدزویک
latitudeبارنولدزویکlongitudeبارنولدزویک
بارنولدزویک (به انگلیسی: Barnoldswick) یک منطقهٔ مسکونی در بریتانیا است که در انگلستان واقع شده‌است.

## خصوصیات
بارنولدزویک ۱۱٬۰۰۵ نفر جمعیت دارد.